# Доліанова
Доліанова (італ. Dolianova, сард. Partiolla) — муніципалітет в Італії, у регіоні Сардинія,  провінція Кальярі.
Доліанова розташована на відстані близько 400 км на південний захід від Рима, 20 км на північ від Кальярі.
Населення — 9744 особи (2014).
Покровитель — San Pantaleo e san Biagio.

## Демографія
Населення за роками:

Станом на 1 січня 2023 року в муніципалітеті офіційно проживало 110 іноземців з 26 країн, серед них 22 громадяни країн Євросоюзу та 7 громадян України.

## Сусідні муніципалітети
- Сан-Ніколо-Джерреі
- Сант'Андреа-Фрьюс
- Сердіана
- Сіннаї
- Солемініс
- Віллазальто